# František Konvička
František Konvička (* 11. srpna 1938 Okříšky) je československý basketbalista, trenér a sportovní funkcionář. Je zařazen na čestné listině zasloužilých mistrů sportu.
František Konvička začínal s basketbalem v Třebíči, zde získal v roce 1956 mistrovský titul ve starším dorostu. V roce 1957 přestoupil do Zbrojovky Brno. Byl střelcem basketbalového týmu Zbrojovka Brno a reprezentace Československa, se kterou se zúčastnil Olympijských her 1960 a dále šesti Mistrovství Evropy, na nichž získal dvakrát stříbrnou a jednu bronzovou medaili. Třikrát byl na Mistrovství Evropy v letech 1961, 1963 a 1965 nejlepším střelcem reprezentace Československa. Byl dvakrát nominován do družstva výběru Evropy (1965, 1968).
Se Zbrojovkou Brno jako hráč byl v letech 1958 až 1972 šestkrát mistrem a pětkrát vicemistrem Československa, jako trenér v letech 1974 až 1980 třikrát mistrem a dvakrát vicemistrem Československa. V československé basketbalové lize po roce 1962 (zavedení podrobných statistik zápasů) zaznamenal 4637 bodů., S klubem Zbrojovka Brno byl úspěšný i v Poháru evropských mistrů, když dvakrát prohráli až ve finále s Realem Madrid (1964, 1968) a dvakrát hráli semifinále (1963, 1969). Ve světovém Interkontinentálním poháru klubů v lednu 1969 v semifinále Zbrojovka Brno vyhrála nad Realem Madrid 84:77 a až ve finále podlehla americkému Akron Wingfoots 71:84. Jako trenér hrál se Zbrojovkou Brno finále Poháru vítězů pohárů v roce 1974, skončili na 2. místě, když v italském Udine ve finále podlehli KK Crvena Zvezda Bělehrad 75:86.
V roce 2001 v anketě o nejlepšího českého basketbalistu dvacátého století skončil na 5. místě. V letech 1988–1990 byl předsedou Československé basketbalové federace. V roce 2012 byl uveden do Síně slávy České basketbalové federace. V roce 2017 při vyhlášení ankety Sportovec města Třebíče 2016 byl František Konvička uveden do Síně slávy.

## Sportovní kariéra

### Hráč klubů
- 1952–1957 Třebíč (1956 – přeborník republiky ve starším dorostu)
- 1957–1969 Zbrojovka Brno, 6× mistr (1958, 1962–1964, 1967, 1968), 5× vicemistr (1960, 1965, 1966, 1969, 1972), 4. místo (1959), 5. místo: (1961)
- 1969–1970 Belgie: Standard Lutych – mistr 1970
- 1970–1971 Belgie: Sunair BC Oostende
- 1971–1973 Zbrojovka Brno – vicemistr (1972), 3. místo (1973)
- úspěchy:
- 4× nejlepší československý basketbalista: 1965, 1966, 1967 a 1968
- 5. místo v anketě o nejlepšího českého basketbalistu dvacátého století
- 5× zařazen do nejlepší pětice hráčů československé ligy basketbalu: 1965, 1966, 1967, 1968 a 1969
- 1. liga basketbalu Československa – celkem 12 medailových umístění: 6× mistr Československa (1958, 1962, 1963, 1964, 1967, 1968), 6× vicemistr (1960, 1965, 1966, 1969, 1972), 1× 3. místo (1973)
- FIBA evropské basketbalové poháry
- FIBA – Pohár evropských mistrů (Zbrojovka Brno): 2× 2. místo (1964, 1968, 2× prohra až ve finále s Real Madrid), 2× v semifinále (1963, 1969), další 2 účastí (1959, 1965), celkem 6 ročníků
- FIBA – Pohár vítězů pohárů (Zbrojovka Brno): 1967
- Interkontinentální pohár 1969, 2. místo, v semifinále Brno – Real Madrid 84:77

### Hráč reprezentace Československa
Předolympijská kvalifikace
- 1960, Bologna, Itálie (1. místo), celkem 80 bodů v 6 zápasech, postup na OH
- 1968, Sofia, Bulharsko (4. místo), celkem 53 bodů v 8 zápasech

Olympijské hry
- 1960 Řím (5. místo), celkem 49 bodů v 7 zápasech

Mistrovství Evropy
- 1959 Istanbul (69 bodů /7 zápasů), 1961 Bělehrad (77/7), 1963 Wroclaw (110/8), 1965 Moskva (107/6), 1967 Helsinki (76/8), 1969 Neapol (33/4)
- na šesti ME celkem 472 bodů v 40 zápasech
- za Československo v utkáních Olympijských her (včetně kvalifikace) a Mistrovství Evropy celkem 660 bodů v 61 zápasech
- úspěchy:
- 2× vicemistr Evropy (1959, 1967), 3. místo (1969), 5. místo (1961), 7. místo (1965), 10. místo (1963)
- nejlepší střelec Československa na ME 1961, 1963, 1965
- dvakrát nominován do družstva výběru Evropy (1965 a 1968) na zápasy FIBA Festivals
- za Československo odehrál celkem 216 reprezentačních zápasů

### Trenér
- 1973–1981 Zbrojovka Brno: 3× mistr Československa (1976, 1977, 1978), 3× vicemistr (1975, 1979, 1980), 3. místo (1981), 4. místo (1974)
- FIBA – Evropské klubové poháry: se Zbrojovkou Brno 3× start v Poháru evropských mistrů (1977 – účast ve finálové skupině, 1978, 1979), 1× v FIBA Poháru vítězů národních pohárů (1974 – finále) , 1× v FIBA Poháru Korač poháru (1981)
- Československo, asistent trenéra Pavla Petery na OH 1980 (9. místo) a ME 1981 v Praze (3. místo),

### Sportovní funkcionář
- 1988–1990 předseda Československé basketbalové federace
- 1997–2010 funkcionář BASKETBAL SK KRÁLOVO POLE, s.r.o.